# Empire of Death
"Empire of Death" é o oitavo e último episódio da 14.ª temporada da série de ficção científica britânica Doctor Who, lançado originalmente através do BBC iPlayer e Disney+ em 22 de junho de 2024. Foi escrito pelo showrunner da série, Russell T Davies, e dirigido por Jamie Donoughue. É a segunda parte do season finale da temporada, iniciado por "The Legend of Ruby Sunday" na semana anterior.
Continuando os eventos do episódio anterior, o Décimo quinto Doutor (Ncuti Gatwa), sua acompanhante Ruby Sunday (Millie Gibson) e a agente da UNIT Mel Bush tentam impedir que o ser divino Sutekh (voz de Gabriel Woolf) destrua toda a vida no universo por onde o Doutor passou desde o primeiro encontro entre eles.
As filmagens do episódio aconteceram entre junho e julho de 2023. Ao projetar Sutekh, a equipe de design queria recriar a "estética" original do vilão no serial Pyramids of Mars ao mesmo tempo que queriam fazer com que ele não se parecesse com nenhuma cultura ou período de tempo específico, em vez disso retratando-o como uma força "antiga" e "malévola". Após sua transmissão na BBC One, o episódio foi assistido por 3,69 milhões de telespectadores, recebendo críticas geralmente positivas dos revisores.

## Enredo
Mel ajuda o Doutor a fugir de Susan Triad, que junto de Harriet Arbinger matam todos. O Doutor e Mel se reúnem com Ruby na Janela do Tempo da UNIT enquanto Sutekh chega em cima da TARDIS do Doutor. O deus revela que quando ele o derrotou anteriormente, ele se agarrou à nave e ficou mais poderoso e explica que a poeira está se espalhando por todos os lugares que a máquina já pousou através das cópias de Susan que eram criadas quando a TARDIS pousava. O Doutor percebe que ele e Ruby podem usar memórias para criar uma "TARDIS de memórias", que a dupla e Mel usam para fugir.
O Doutor usa uma "corda inteligente" especial para estabilizar a TARDIS de memórias e visita uma mulher que lhe dá uma colher que ele usa para consertar um monitor da Janela do Tempo. O monitor responde às memórias de Ruby e mostra-lhe uma entrevista de 2046 com Roger ap Gwilliam, o "primeiro-ministro mais perigoso da história". O Doutor percebe que, como Gwilliam tornou os testes de DNA obrigatórios, eles podem encontrar a mãe biológica de Ruby. Sutekh só mantém a dupla viva porque também está interessado na identidade da mulher.
O Doutor, Ruby e Mel visitam 2046 e procuram registros de DNA da mãe de Ruby. Enquanto eles fazem isso, Mel se transforma em uma serva de Sutekh e transporta todos de volta para o quartel da UNIT. Sutekh ataca o Doutor e para fazê-lo parar, Ruby diz que mostrará ao deus o nome de sua mãe. Em vez disso, ela destrói o monitor e prende a corda inteligente ao redor de Sutekh. O Doutor usa um apito para mover a TARDIS em sua direção e prende a outra ponta da corda em seu console, arrastando Sutekh através do vórtice do tempo e desfazendo todas as mortes que ele causou. O Doutor mata Sutekh liberando-o no vórtice do tempo.
Na sequência, a UNIT consegue identificar a mãe biológica de Ruby, uma garota de 15 anos que deixou Ruby por causa de sua extrema juventude e circunstâncias familiares. O Doutor explica que a mãe de Ruby era uma mulher normal e que ela só era considerada importante porque todos acreditavam que ela era. O Doutor leva Ruby para ver sua mãe e eles se reencontram. Ruby decide visitar seu pai e o Doutor vai embora sozinho. A Sra. Flood explica ao público que, enquanto Ruby teve um final feliz, o Doutor está fadado a enfrentar um terrível infortúnio.

## Produção

### Desenvolvimento
O episódio foi escrito pelo showrunner de Doctor Who, Russell T Davies. É a segunda de uma história de duas partes, sendo a conclusão de "The Legend of Ruby Sunday". Davies disse que ele já havia pensado na premissa da história entre 40 e 50 anos antes. É o episódio final da 14.ª temporada.
Ao projetar Sutekh, a equipe de produção queria recriar a "estética" original dele, ao mesmo tempo em que o fez sem se assemelhar a nenhuma cultura ou período de tempo em particular, em vez disso, retratando o deus como uma força "antiga" e "malévola". Davies afirmou que Sutekh não era mais um osirano, como em Pyramids of Mars (1975), mas havia evoluído para um deus por meio de exposição prolongada ao vórtice do tempo após se agarrar à TARDIS. A equipe olhou para os esboços do design de Sutekh fornecidos por Davies e, em seguida, trabalhou para finalizar sua aparência definitiva. Uma vez realizado, a equipe usou várias ferramentas para visualizar a aparência dele no espaço 3D, incluindo headsets de realidade virtual. A equipe também usaria arte-chave para visualizar como Sutekh apareceria ao confrontar os personagens. No episódio, Davies usa uma meta-referência para descrever os temas egípcios de Pyramids of Mars como apropriação cultural; a narrativa da história anterior afirma que a cultura egípcia antiga foi derivada dos osiranos. Davies descreveu o transporte do Doutor e Ruby de 2046 de volta para 2024 sem realmente estarem na TARDIS como um "raio do tempo". No comentário pós-episódio, ele revelou que se arrependeu do uso dele e não pretendia usar o conceito novamente.
O episódio conclui o mistério da identidade da mãe de Ruby, citado pela primeira vez no especial de Natal  "The Church on Ruby Road" (2023). Davies baseou a revelação da identidade como sendo, na verdade, uma pessoa normal como na trilogia sequência de Star Wars, onde os pais da protagonista Rey foram inicialmente revelados como "nada de especial", antes que isso fosse revertido no filme seguinte. Como Davies preferia a ideia de Rey ser "comum", ele escreveu a reviravolta em relação à mãe de Ruby como sua "resposta" aos filmes. Em um comentário em vídeo, o showrunner afirmou que originalmente pretendia que nevasse depois que Ruby se reunisse com sua mãe biológica, seguindo um tema ao longo da temporada em que neve aparecia espontaneamente em todos os lugares que Ruby ia. Ele o removeu após uma leitura do roteiro, pois os produtores acreditaram que isso tirava o impacto emocional do momento e era "um pouco bobo".

### Filmagens

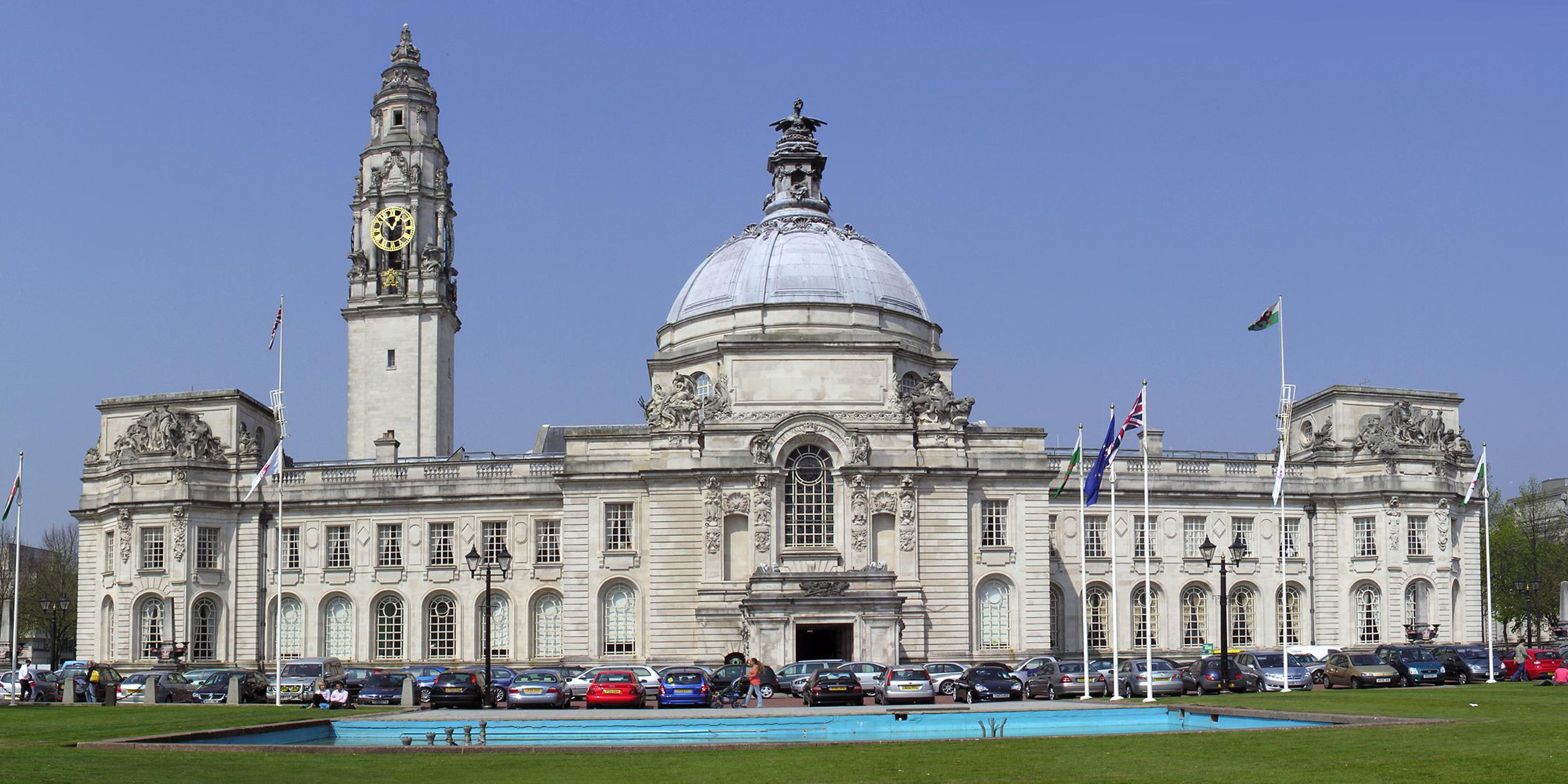
O prédio da Prefeitura de Cardiff foi usado como local de filmagem para diversas cenas do episódio

"Empire of Death" foi dirigido por Jamie Donoughue. Ele comparou o final de duas partes a um longa-metragem. Foi produzido no quinto bloco de produção da temporada, junto com o episódio anterior, em junho e julho de 2023. Codinomes foram usados durante as filmagens em público para manter os antagonistas dos episódios em segredo. Algumas filmagens da história ocorreram na One Central Square em Cardiff em junho de 2023. Gravações adicionais ocorreram perto do Principality Stadium na mesma cidade. Para fazer o cenário parecer Londres, ele incluiu um ônibus vermelho de dois andares, cabine telefônica e táxi londrino. Outros locais de filmagem incluíram a Prefeitura de Cardiff e a cidade de Barry no Vale of Glamorgan em julho.
O cenário para a TARDIS de memórias foi construído para fazer referência a iterações passadas do interior da nave, com adereços de antigos acompanhantes e encarnações passadas do Doutor sendo usados para decorar o espaço. A personagem Mel de Bonnie Langford notou especificamente durante o episódio as roupas do Sexto e Sétimo Doutores. Uma réplica do console da TARDIS de episódios apresentando Tom Baker como o Quarto Doutor foi construída e inserida no teto do cenário. O espaço era pequeno e, portanto, aqueles que gravaram o episódio tiveram que segurar as câmeras em vez de usar tripés ou carrinhos. Donoughue teve como objetivo transmitir a sensação de claustrofobia no cenário por meio do uso da câmera. Davies pretendia originalmente ter o cenário da TARDIS de memórias destruído após transportar o Doutor, Ruby e Mel para 2046. Essa ideia foi descartada devido aos efeitos especiais já planejados para outras partes do episódio. Davies finalmente teve a ideia de reutilizar o cenário para o Tales of the TARDIS como parte das comemorações do aniversário de 60 anos da série.
Bonnie Langford, que interpretou Mel, usou próteses que lembravam uma caveira para retratar a transformação de Mel em uma serva de Sutekh. Na cena em que o Doutor usa seu apito para invocar a TARDIS, Mel e Triad possuídas são lançadas voando por ela, o que Davies descreveu no roteiro como "skittles". A equipe de produção teve tentativas limitadas de acertar a cena. Dublês foram usados para filmá-la e eles foram içados em cordas para transmitir o visual de serem jogados no ar.

### Elenco
O episódio é estrelado por Ncuti Gatwa e Millie Gibson como o Décimo quinto Doutor e Ruby Sunday, respectivamente. Também apareceram no episódio Jemma Redgrave, Bonnie Langford, Susan Twist, Yasmin Finney, Michelle Greenidge, Anita Dobson e Angela Wynter. Twist interpretou Susan Triad, seguindo suas aparições em vários outros papéis ao longo da temporada. Outros atores convidados incluíram Nicholas Briggs (voz), Gabriel Woolf, Genesis Lynea e Lenny Rush. Aneurin Barnard estrelou como Roger ap Gwilliam, um papel introduzido pela primeira vez em "73 Yards". Davies antecipou um papel adicional no episódio que ele descreveu como "vital". Mais tarde foi revelado que era Sian Clifford, que apareceu como uma "mulher gentil".

## Transmissão e recepção

### Transmissão
"Empire of Death" foi lançado no BBC iPlayer no Reino Unido em 22 de junho de 2024, seguido por uma transmissão na BBC One mais tarde no mesmo dia. O Disney+ também faz a transmissão simultânea do episódio fora do Reino Unido e da Irlanda.
Dois dias antes do episódio ser transmitido, a primeira aparição de Sutekh em Pyramids of Mars foi retransmitida pela BBC Four. Um episódio de Tales of the TARDIS mostrou uma versão editada do serial, com efeitos especiais atualizados, finalizada por novas cenas com o Décimo quinto Doutor e Ruby.
O episódio foi exibido em cinemas selecionados no Reino Unido junto com o episódio anterior "The Legend of Ruby Sunday".

### Audiência
| Críticas profissionais:           | Críticas profissionais: |
| Pontuações agregadas              | Pontuações agregadas    |
| Fonte                             | Avaliação               |
| --------------------------------- | ----------------------- |
| Rotten Tomatoes (Pontuação Média) | 7,3/10                  |
| Rotten Tomatoes (Tomatometer)     | 80%                     |
| Avaliações da crítica             |                         |
| Fonte                             | Avaliação               |
| CBR                               | 5/10                    |
| Evening Standard                  | [ 37 ]                  |
| i                                 | [ 38 ]                  |
| IGN                               | 8/10                    |
| The Independent                   | [ 40 ]                  |
| The Telegraph                     | [ 41 ]                  |
| Total Film                        | [ 42 ]                  |

Os números de audiência durante a noite estimam que o episódio foi assistido por 2,25 milhões de pessoas em sua transmissão na BBC One, um aumento de 200 mil em relação a semana anterior. Louise Griffin, da Radio Times, atribuiu a baixa audiência ao lançamento dos episódios no BBC iPlayer quase 20 horas antes. Ela afirmou que era provável que o episódio fosse visto por significativamente mais pessoas. Quando a audiência final consolidada foi calculada, os espectadores subiram para 3,69 milhões de pessoas.
A exibição do episódio no cinema arrecadou 364 253 libras esterlinas nas bilheterias, com média de 1 325 libras por local em suas 275 exibições. Foi classificado como a quarta exibição mais lucrativa em todos os cinemas do Reino Unido no período de 21 a 23 de junho.

### Recepção critica
No site agregador de resenhas Rotten Tomatoes, 80% das 15 avaliações dos críticos foram positivas, com uma classificação média de 7,3/10. O consenso do site diz: "Fechando a temporada com uma trama desgrenhada e uma revelação que decepcionará alguns, "Empire of Death" não acerta totalmente o alvo, mas traz esta rodada de aventuras a um final bastante empolgante."
Will Salmon, da Total Film, elogiou as atuações de Gatwa e Gibson, a execução do enredo, o fan service e a resolução da trama sobre a mãe de Ruby. Da mesma forma, Stefan Mohamed, do Den of Geek, deu ao episódio uma crítica positiva, destacando em particular a cena entre Gatwa e Clifford, mas achou que o final foi fraco devido à falta de desenvolvimento emocional ao longo da temporada. Robert Anderson, da IGN, destacou as performances no episódio, mencionando Woolf e Gatwa. Ele elogiou a cena da partida de Ruby e a aparição da mãe da personagem. Martin Belam, do The Guardian, elogiou o desempenho de Langford, chamando-a de "genuinamente arrepiante" e observou a cena em que Ruby se reúne com sua mãe como dando ao episódio seu núcleo emocional. No entanto, ele criticou o episódio pela falta de apostas, observando que "uma vez que grandes grupos do elenco secundário recorrente encontraram seu fim arenoso pelos asseclas de Sutekh, parecia óbvio que teria que haver uma grande reinicialização".